# Layer de la Haye
Layer de la Haye is een civil parish in het bestuurlijke gebied Colchester, in het Engelse graafschap Essex. De plaats telt 1767 inwoners.

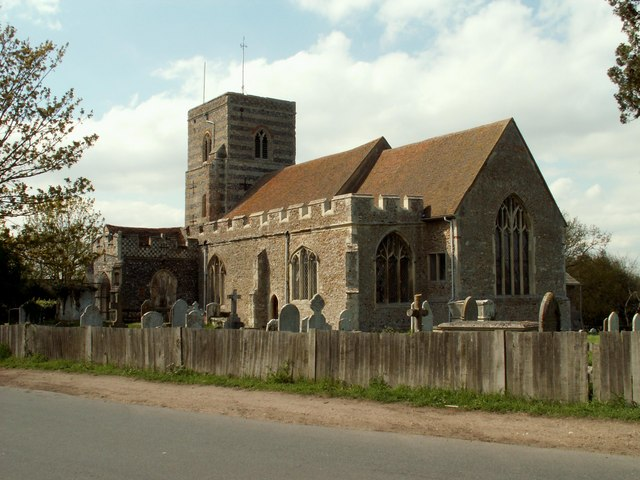
Kerk van St. Andrew
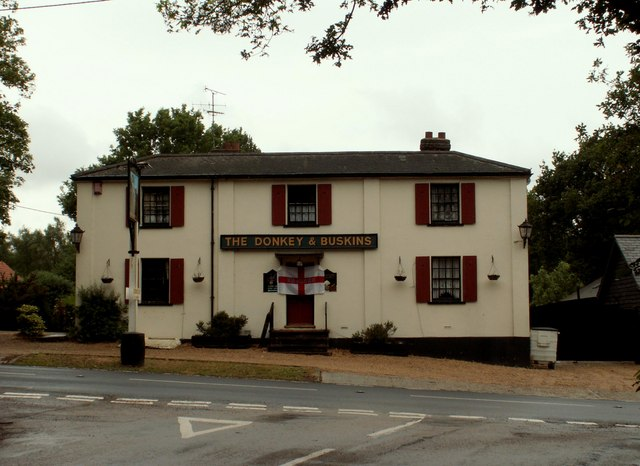
The Donkey and Buskins' Inn